# Вовенарг, Люк де Клапье
Люк де Клапье, маркиз де Вовенарг (фр. Luc de Clapiers, marquis de Vauvenargues, 6 августа 1715 года, Экс-ан-Прованс — 28 мая 1747 года) — французский философ, моралист и писатель.

## Биография
Родился в знатной, но обедневшей семье. Годы детства провёл в замке Вовнарг (фр.). Слабое здоровье не позволило ему получить образование, кроме начального, он не изучал латынь и греческий язык. У него также было слабое зрение. В детстве дружил с Виктором Рикети, маркизом Мирабо, отцом видного деятеля Великой французской революции Оноре Габриэля Рикетти де Мирабо, и с Форисом де Сен-Венсен (фр.), впоследствии ставшим археологом, с которыми продолжал переписку после отъезда из дома.
Участвовал в Итальянской и Богемской кампаниях 1735 и 1742 годов; заболел оспой, навсегда обезобразившей его, и вышел в отставку; болезнь помешала ему также идти по дипломатическому пути, и Вовенарг всецело предался литературным занятиям. Ещё будучи лейтенантом, во время Богемской кампании, Вовенарг послал Вольтеру написанный им сравнительный этюд о Корнеле и Расине, где сильно превозносил второго за счет первого. Вольтер сразу отгадал в молодом офицере задатки недюжинного ума. Оставив службу, Вовенарг поселился в Париже, где вращался в кругу Вольтера и Мармонтеля. Молодой моралист своей детски чистой душой и нравственной силой оказал глубокое влияние на Вольтера.
В 1746 году он издал небольшой томик, в состав которого вошли: «Introduction à la connaissance de l’esprit humain», «Réflexions sur divers sujets», «Conseils à un jeune homme», «Réflexions critiques sur divers poètes», «Fragments sur les orateurs et sur La Bruyère», «Méditation sur la foi» и «Paradoxes mêlés de Réflexions et de Maximes». А год спустя он умер, по словам Мармонтеля, «христианином-философом».
Эмиль Золя характеризовал мыслителя следующим образом: «Вовенарг написал мало, но всё, созданное им, отмечено печатью его личности; он противоборствовал не истине, а скорее — судьбе, его читаешь без душевной тревоги, испытывая сочувствие и нежную симпатию к этому человеку, прожившему благородную и печальную жизнь».

## Идеи
Слава Вовенарга основана главным образом на «Réflexions et Maximes» и отчасти на «Introduction à la connaissance de l’esprit humain». В этих сочинениях отразились его этические и политические взгляды, и ими он занял выдающееся место во французской литературе наряду с Монтенем, Лабрюйером и Паскалем. Вовенарг как мыслитель не примыкает к предыдущему веку, несмотря на своё преклонение перед Паскалем и Фенелоном и на то, что в литературном отношении он их ученик и последователь. С другой стороны, его вдумчивость, любовь к размышлению о вопросах душевной жизни и сильное чувство уважения к религии резко отделяют его от скептических мыслителей XVIII века. Прежде чем дать в «Réflexions et Maximes» сжатое изложение своих взглядов, Вовенарг в «Introduction etc.» разбирает главные философские вопросы, волновавшие его современников. В вопросе о свободе воли Вовенарг — сторонник того же принципа, на который опираются детерминисты. Наши поступки, по его теории, вполне обусловливаются влиянием рассудка или чувства, а иллюзия воли получается оттого, что мысль или чувство исчезают, как только получается их действие, то есть побуждение совершить тот или другой поступок. Переходя к вопросу о добре и зле, Вовенарг считает добром все то, что ведет к благу всего общества, а не отдельного лица; все то, что полезно отдельному человеку и может быть вредно обществу, есть зло. Добродетель, таким образом, имеет для него социальное значение. Те же взгляды Вовенарг высказывает в «Maximes», причем для него источником добродетели является чувство, сердце, а не разум. Вовенаргу принадлежит в этом отношении к сентиментальной, или инстинктивной, школе, которая не отрицает разума, но приписывает ему второстепенное значение в поступках людей. Вовенарг задается целью восстановить достоинство человеческой природы, униженной Паскалем и оклеветанной Ларошфуко. Он оправдывает благородные страсти и противопоставляет суровой морали Паскаля свою активную, гуманную и естественную мораль. Основное правило жизни, в глазах Вовенарга, — широкая деятельность всех душевных сил (employer toute l’activité de son âme dans une carrière sans bornes). В изречениях, направленных против Ларошфуко, Вовенарг отрицает, что все качества сводятся к самолюбию. Он превозносит храбрость и стойкость в отдельных людях и гуманность в отношениях людей между собой. Он не допускает существования ни безусловных добродетелей, ни безусловных пороков, и потому полагает, что люди прежде всего должны быть снисходительны: «все обязанности людей, — говорит он, — основаны на их взаимной слабости». Привлекательность книжки Вовенарга заключается главным образом в том, что в ней отражается опыт чистой и чуткой души, прошедшей через чистилище страдания. Вовенарг отстаивает против своего скептического века лучшие чувства человеческой души; он проникнут стремлением к высшей правде, которую скорее чувствует, чем постигает сознанием. Лучшее издание Вовенарга принадлежит Жильберу (1857).

## Публикации текстов
- Вовенарг Л. де К. де. Введение в познание человеческого разума. Фрагменты. Критические размышления о некоторых писателях. Размышления и максимы / Перевод Ю. Б. Корнеева, Э. Л. Линецкой ; издание подготовили Н. А. Жирмунская, Ю. Б. Корнеев, Э. Л. Линецкая ; общая редакция, статья и примечания Н. А. Жирмунской ; ответственный редактор Н. А. Жирмунская. — Л. : Наука (ленинградское отделение), 1988. — 440 с. — (Литературные памятники / Академия наук СССР ; председатель редколлегии Д. С. Лихачёв). — 100 000 экз.